# Anas Hamzaoui
Anas Hamzaoui (Brussel, 14 juli 1996) is een Belgisch voetballer die op de positie van linksachter speelt. 

## Carrière
Hamzaoui ruilde in 2016 de beloften van Sint-Truidense VV voor AFC Tubize. Op 27 augustus 2016 kreeg hij een invalbeurt van een kwartier in de bekerwedstrijd tegen KM Torhout. Zijn debuut in de Proximus League volgde pas maanden later: op 4 februari 2017 kreeg hij van trainer Régis Brouard een basisplaats in de met 3-0 verloren competitiewedstrijd tegen Lierse SK.
Na een seizoen stapte Hamzaoui over naar Union Sint-Gillis, waar hij met Julien Vercauteren en Soufiane El Banouhi twee jeugdvrienden tegenkwam waarmee hij als kind geregeld in de parken voetbalde. Aanvankelijk stond hij er in de schaduw van Kevin Kis, al belette hem dat niet om in zijn eerste drie seizoenen 48 wedstrijden (in alle competities) te spelen. Toen Kis in 2020 naar Lommel SK vertrok, miste Hamzaoui het grootste deel van het kampioenenseizoen 2020/21 vanwege blessurelast. Op 13 maart 2021 werd hij, als een van de schaarse Brusselaars in de selectie nota bene, kampioen in Eerste klasse B. Een kleine maand na de titel mocht hij tegen Lommel SK in de slotfase zijn wederoptreden maken voor de club. Ook op de twee laatste speeldagen kreeg hij nog speeltijd van trainer Felice Mazzu: op de voorlaatste speeldag mocht hij tegen Club NXT in de 67e minuut invallen voor Brighton Labeau, en op de slotspeeldag kreeg hij tegen KMSK Deinze zelfs een basisplaats.
Begin augustus 2021 werd Hamzaoui voor één seizoen uitgeleend aan Excelsior Virton. Daar speelde hij mee in 20 van de 28 competitiewedstrijden, enkel een knieblessure hield hem in het najaar van 2021 een tijdje aan de kant. Virton eindigde in het seizoen 2021/22 laatste in Eerste klasse B, maar door het faillissement van Excel Moeskroen slaagden de Luxemburgers er toch in om de degradatie af te wenden.
Na afloop van zijn uitleenbeurt aan Virton liep ook het contract van Hamzaoui bij Union af. In augustus 2022 vond hij met RAAL La Louvière een nieuwe club. Eind januari 2023 was Hamzaoui, die op dat moment aan drie basisplaatsen en negen invalbeurten in Eerste nationale zat, een van de spelers die opzijgeschoven werden. Een paar weken later werd Hamzaoui weer bij de A-kern gehaald, maar verder dan een korte invalbeurt tegen KVK Ninove op 1 april 2023 kwam hij niet meer. Op het einde van het seizoen 2022/23 werd het aflopende contract van Hamzaoui niet verlengd.

## Clubstatistieken
| Seizoen         | Club               | Land            | Competitie       | Competitie | Competitie | Beker | Beker | Supercup | Supercup | Europees | Europees | Totaal | Totaal |
| Seizoen         | Club               | Land            | Competitie       | Wed.       | Dlp.       | Wed.  | Dlp.  | Wed.     | Dlp.     | Wed.     | Dlp.     | Wed.   | Dlp.   |
| --------------- | ------------------ | --------------- | ---------------- | ---------- | ---------- | ----- | ----- | -------- | -------- | -------- | -------- | ------ | ------ |
| 2016/17         | AFC Tubize         | Vlag van België | Eerste klasse B  | 5          | 0          | 1     | 0     | —        | —        | —        | —        | 6      | 0      |
| 2017/18         | Union Sint-Gillis  | Vlag van België | Eerste klasse B  | 9          | 0          | 0     | 0     | —        | —        | —        | —        | 9      | 0      |
| 2018/19         | Union Sint-Gillis  | Vlag van België | Eerste klasse B  | 17         | 0          | 3     | 0     | —        | —        | —        | —        | 20     | 0      |
| 2019/20         | Union Sint-Gillis  | Vlag van België | Eerste klasse B  | 17         | 0          | 2     | 0     | —        | —        | —        | —        | 19     | 0      |
| 2020/21         | Union Sint-Gillis  | Vlag van België | Eerste klasse B  | 8          | 0          | 1     | 0     | —        | —        | —        | —        | 9      | 0      |
| 2021/22         | → Excelsior Virton | Vlag van België | Eerste klasse B  | 20         | 0          | 1     | 0     | —        | —        | —        | —        | 21     | 0      |
| 2022/23         | RAAL La Louvière   | Vlag van België | Eerste nationale | 13         | 0          | 2     | 0     | —        | —        | —        | —        | 15     | 0      |
| Carrière totaal | Carrière totaal    | Carrière totaal | Carrière totaal  | 89         | 10         | 0     | 0     | 0        | 0        | 0        | 0        | 99     | 0      |

Bijgewerkt op 6 maart 2024.

## Palmares
| Kampioen Eerste Klasse B | 1x | 2020/21 |

## Trivia
- Hamzaoui is een van de oprichters van de voetbalacademie No Limit.[11][12]